# Alcantil
Alcantil là một đô thị thuộc bang Paraíba, Brasil. Đô thị này có diện tích 305,391 km², dân số năm 2007 là 5475 người, mật độ 17,9 người/km².